# جفری کاپلستن
جفری کاپلستن (انگلیسی: Geoffrey Copleston؛ ‏ ۱۸ مارس ۱۹۲۱ – ۱۹۹۹) بازیگر، صداپیشه، مترجم، فیلم‌نامه‌نویس اهل بریتانیا بود.
از فیلم‌ها یا برنامه‌های تلویزیونی که وی در آن نقش داشته‌است، می‌توان به هفت ضربدر هفت، یک پارچه جواهر، امانوئل و آخرین آدم‌خواران، یک کارآگاه، هتلبان شب، نان و شکلات، مغاک و آونگ، نامزد، اخطار، فراسوی نیک و بد، پدرخوانده: قسمت سوم، صد روز در پالرمو، محصور، سازمان مخفی آسیزی، یورش بزرگ و جنگ و صلح اشاره کرد.